# The Coast of Utopia
The Coast of Utopia, andato in scena in Italia con i nomi di La costa dell'Utopia o La sponda dell'Utopia, è una trilogia teatrale di Tom Stoppard, costituita da Voyage (Viaggio), Shipwreck (Naufragio) e Salvage (Salvataggio). La trilogia ha debuttato al Royal National Theatre di Londra nel 2002 e parla del dibattito filosofico che ebbe luogo tra il 1833 e il 1868 in Russia, con protagonisti Aleksandr Ivanovič Herzen, Vissarion Grigor'evič Belinskij, Ivan Sergeevič Turgenev, Michail Aleksandrovič Bakunin e Malwida von Meysenbug.